# Правовой позитивизм
Правово́й позитиви́зм, юриди́ческий позитиви́зм состоит в том, чтобы признавать в качестве правовых только нормы позитивного права и сводить любое право к нормам, действующим в данную эпоху и в данном обществе, не обращая внимания на то, справедливо это право или нет.
Исследователи выделяют три основные версии правового позитивизма: этатистскую, социологическую и нормативистскую.

## История правового позитивизма
Истоки правового позитивизма можно обнаружить ещё в Древнем Риме, в котором была создана одна из самых развитых систем римского права. Так как западная Европа во многом наследовала римскую культуру, то и там первоначально возобладал позитивистский подход в юриспруденции. Однако в эпоху Средневековья активно развивалась доктрина естественного права, согласно которой, в противовес позитивистской, определённый круг правовых норм понимается как некая данность, присущая человеку по факту его рождения. Отсюда проистекало и, например, приветствование многими мыслителями идеи народного восстания против правителя, умаляющего естественные права подданных. Полемика между позитивизмом и доктриной естественного права в эпоху Средних веков объясняется и господством религиозного мировоззрения, которое предполагало превосходство божественной воли над волей суверена, а естественное право декларировалось как данность людей, определённая Богом.
Положение правового позитивизма в юридической науке изменилось с наступлением Нового времени. После того, как началось активное формирование светского государства и соответствующего ему мировоззрения, основным источником права стал признаваться суверен, а право стало пониматься как волеизъявление конкретного государства с определённым порядком. Такая трансформация мировоззрения предопределила развитие правового позитивизма.
Серьёзный прорыв в своём развитии правовой позитивизм получил в XIX веке, когда вся западная Европа была охвачена волной революций, толчок которым дала ещё Великая французская революция. Это привело к небывалому усилению позиций либеральных, демократических идей. В таких условиях для сохранения целостности государств было необходимо обосновать связь между государством и провозглашёнными правами и свободами людей, поэтому представители позитивистской школы разработали систему аргументов и положений в пользу монопольного права государства на установление законов, частью которых в том числе становились и вновь провозглашённые свободы.
Именно в XIX веке были опубликованы «Лекции о юриспруденции или Философии позитивного права» Джона Остина, который определял правовые нормы как волеизъявление суверена, то есть государства. Исходя из этого признания правотворчества сферой исключительно государственного ведения, к нормам права начал применяться в большой степени утилитаристский подход, их стали оценивать с точки зрения целесообразности для данного конкретного общества. В связи с этим возникло и напряжение между правовой сферой и пространством действия моральных законов, и дискуссия о разведении морали и права приобрела острый характер.

## Этатистская версия (легизм)
По этатистской версии право предстаёт некой автономной дисциплиной, отождествляемой с волей государства, выражением которой такое право и является. В такой ситуации не должно возникать конфликтов между правом и государством, которое выступает его единственным источником, эволюция или мутация которого влекут за собой соответствующие изменения для права. Право редуцируется до уровня государственных атрибутов и часто оборачивается произволом властей или политикой силы.
Позитивистские доктрины нередко происходят из неопределённостей, порождённых разнообразием позитивных прав и представлением, что любая идея справедливого, если к ней применимы эпитеты «неизменная» и «универсальная», оказывается, как следствие, искусственной.
Так, в XVI веке Жан Боден, теоретик идеи абсолютной монархии, а в XVII веке Боссюэ, воспевавший власть королей, стали увязывать право с верховной властью монарха, подчиняя последнюю требованию соблюдать «божественные и естественные законы».
В отличие от них, Макиавелли прежде всего утверждал, что государство и право никоим образом не подчинены естественному праву или морали с того момента, когда встаёт вопрос об интересах государства, правитель не должен колебаться в выборе средств, которые впоследствии будут оправданы успехом.
Т. Гоббс увязывал понятие общественного договора с понятием абсолютной власти: в результате общественного договора, предназначенного для обеспечения порядка, люди признают право законодателя за абсолютным монархом, законы которого везде справедливы, поскольку служат общим интересам, даже если они противоречат божественной воле.
Впоследствии идея государственного позитивизма была поддержана в трудах Гегеля. Пытаясь примирить противоречия истории и единообразие разума и нейтрализовать оппозицию реального мира и (идеальной) мысли при помощи диалектики, Гегель стремился отождествить рациональное и реальное, признавал первенствующую роль за государством и объяснял право через осуществившийся факт и через силу, одним словом, он отождествлял право с государством.
Подобно Гегелю, немецкий юрист Рудольф Иеринг видел в государстве единственный источник права; подчёркивая роль принуждения как неотъемлемого свойства правовой нормы, он признавал только позитивное право, внушить почтение к которому может только государство, путём принудительного воздействия.
В современной юриспруденции получила развитие теория правового позитивизма, в основу которой положены принципы правового регулирования в соответствии с историческими закономерностями функционирования политически организованного общества, а также разделения и кооперации труда как основы самосохранения и прогресса государства. В России эту концепцию обосновал профессор Сергей Дробышевский.

## Социологическая версия
Сторонники социологического позитивизма считают первоосновой права правоотношения. С их точки зрения право — реальный порядок общественных отношений; закон с большей или меньшей адекватностью фиксирует правила, которых люди придерживаются в своих взаимоотношениях, и обретает жизнь, лишь будучи реализован в них. Социологическая версия исследует право как реальное социальное явление, используя при этом методы позитивистской социологии.

## Нормативистская версия
Нормативистская версия принципиально отличается от этатистской использованием понятия нормы в качестве исходного понятия. Государство при этом рассматривается как производное от правовых норм явление.